# Districte electoral de les Borges Blanques
El districte de les Borges Blanques fou una circumscripció electoral del Congrés dels Diputats utilitzada en les eleccions generals espanyoles entre 1871 i 1923. Es tractava d'un districte uninominal, ja que només era representat per un sol diputat.

## Àmbit geogràfic
El districte comprenia tot el partit judicial de les Borges Blanques i el sud del partit de Lleida.

## Diputats electes
| Elecció | Elecció        | Diputat                           | Partit/Ideologia      |
| ------- | -------------- | --------------------------------- | --------------------- |
|         | 1871           | Federico Gomiz Merta              | Sense dades           |
|         | 1871 (parcial) | Josep Teixidó i Jové              | Sense dades           |
|         | Agost 1872     | Antoni Mola i Argemí              | Sense dades           |
|         | 1876           | Enrique Vivanco Menchaca          | Conservador           |
|         | 1879           | Manuel Vivanco Menchaca           | Conservador           |
|         | 1881 (parcial) | José Canalejas Casas              | Liberal               |
|         | 1881           | Jaume Nuet i Minguell             | Liberal               |
|         | 1884           | Jenaro Vivanco Menchaca           | Conservador           |
|         | 1886           | Adolfo Calzado y Sanjurjo         | Republicà             |
|         | 1891           | Jenaro Vivanco Menchaca           | Conservador           |
|         | 1893           | Adolfo Calzado y Sanjurjo         | Republicà             |
|         | 1896           | Ramon Maria de Dalmau i d'Olivart | Conservador           |
|         | 1898           | Cipriano Garijo y Aljama          | Liberal               |
|         | 1899           | Ramon Maria de Dalmau i d'Olivart | Conservador           |
|         | 1901           | Cipriano Garijo y Aljama          | Liberal               |
|         | 1903 (parcial) | Manuel Vivanco Menchaca           | Conservador           |
|         | 1905           | Luis Armiñán Pérez                | Liberal Demòcrata     |
|         | 1907           | Francesc Macià i Llussà           | Regionalista solidari |
|         | 1910           | Francesc Macià i Llussà           | Nacionalista          |

## Resultats electorals

### Dècada de 1920
| Eleccions generals del 29/04/1923 |                  |                         |                                                     |
| Partit/Ideologia                  | Partit/Ideologia | Candidat                | Vots                                                |
|                                   | Nacionalista     | Francesc Macià i Llussà | Electe mitjançant l'article 29 de la llei electoral |

| Eleccions generals del 19/12/1920 |                   |                         |        |      |
| Partit/Ideologia                  | Partit/Ideologia  | Candidat                | Vots   | %    |
|                                   | Nacionalista      | Francesc Macià i Llussà | 5.011  | 81,7 |
|                                   | Catalanista       | Felip Rodès i Baldrich  | 1.092  | 17,8 |
|                                   | Altres            | Altres                  | 30     | 0,5  |
| Total                             | Total             | Total                   | 6.133  | 100  |
| Cens/participació                 | Cens/participació | Cens/participació       | 12.387 | 49,5 |

### Dècada de 1910
| Eleccions generals del 01/06/1919 |                          |                         |        |      |
| Partit/Ideologia                  | Partit/Ideologia         | Candidat                | Vots   | %    |
|                                   | Nacionalista             | Francesc Macià i Llussà | 4.756  | 80,1 |
|                                   | Unió Monàrquica Nacional | Ignasi Gavín i Bagés    | 1.152  | 19,4 |
| Vots en blanc                     | Vots en blanc            | Vots en blanc           | 38     | 0,6  |
| Total                             | Total                    | Total                   | 5.938  | 100  |
| Cens/participació                 | Cens/participació        | Cens/participació       | 12.097 | 49,1 |

| Eleccions generals del 24/02/1918 |                  |                         |                                                     |
| Partit/Ideologia                  | Partit/Ideologia | Candidat                | Vots                                                |
|                                   | Nacionalista     | Francesc Macià i Llussà | Electe mitjançant l'article 29 de la llei electoral |

| Eleccions generals del 09/04/1916 |                         |                         |        |      |
| Partit/Ideologia                  | Partit/Ideologia        | Candidat                | Vots   | %    |
|                                   | Catalanista             | Francesc Macià i Llussà | 6.765  | 79,9 |
|                                   | Comunió Tradicionalista | Domingo Cirici Ventalló | 1.667  | 19,7 |
|                                   | Altres                  | Altres                  | 38     | 0,4  |
| Total                             | Total                   | Total                   | 8.470  | 100  |
| Cens/participació                 | Cens/participació       | Cens/participació       | 12.268 | 69,0 |

| Eleccions generals del 08/03/1914 |                          |                         |        |      |
| Partit/Ideologia                  | Partit/Ideologia         | Candidat                | Vots   | %    |
|                                   | Nacionalista independent | Francesc Macià i Llussà | 6.948  | 82,2 |
|                                   | Conservador              | Lluís Ramonich i de Mas | 1.468  | 17,4 |
|                                   | Altres                   | Altres                  | 4      | 0,0  |
| Vots en blanc                     | Vots en blanc            | Vots en blanc           | 34     | 0,4  |
| Total                             | Total                    | Total                   | 8.454  | 100  |
| Cens/participació                 | Cens/participació        | Cens/participació       | 12.047 | 70,2 |

| Eleccions generals del 08/05/1910 |                   |                         |        |      |
| Partit/Ideologia                  | Partit/Ideologia  | Candidat                | Vots   | %    |
|                                   | Nacionalista      | Francesc Macià i Llussà | 8.230  | 92,9 |
|                                   | Liberal           | Antoni Agelet i Romeu   | 302    | 3,4  |
|                                   | Altres            | Altres                  | 107    | 1,2  |
| Vots en blanc                     | Vots en blanc     | Vots en blanc           | 216    | 2,4  |
| Total                             | Total             | Total                   | 8.855  | 100  |
| Cens/participació                 | Cens/participació | Cens/participació       | 12.031 | 73,6 |

### Dècada de 1900
| Eleccions generals del 21/04/1907 |                           |                         |        |      |
| Partit/Ideologia                  | Partit/Ideologia          | Candidat                | Vots   | %    |
|                                   | Regionalista solidari     | Francesc Macià i Llussà | 7.161  | 88,6 |
|                                   | Conservador anti-solidari | José Menendez de Parra  | 912    | 11,3 |
|                                   | Altres                    | Altres                  | 5      | 0,1  |
| Total                             | Total                     | Total                   | 8.078  | 100  |
| Cens/participació                 | Cens/participació         | Cens/participació       | 12.081 | 66,9 |

| Elecció parcial del 18/11/1906 |                    |                    |        |      |
| Partit/Ideologia               | Partit/Ideologia   | Candidat           | Vots   | %    |
|                                | Liberal monterista | Luis Armiñán Pérez | 5.234  | 97,9 |
|                                | Altres             | Altres             | 115    | 2,1  |
| Total                          | Total              | Total              | 5.349  | 100  |
| Cens/participació              | Cens/participació  | Cens/participació  | 11.994 | 44,6 |

| Eleccions generals del 10/11/1905 |                   |                             |        |      |
| Partit/Ideologia                  | Partit/Ideologia  | Candidat                    | Vots   | %    |
|                                   | Liberal Demòcrata | Luis Armiñán Pérez          | 3.481  | 54,9 |
|                                   | Republicà         | Manuel Soldevila i Carreras | 2.814  | 44,4 |
|                                   | Republicà         | Nicolás Salmerón y Alonso   | 45     | 0,7  |
| Total                             | Total             | Total                       | 6.340  | 100  |
| Cens/participació                 | Cens/participació | Cens/participació           | 11.994 | 52,9 |

| Elecció parcial del 26/05/1903 |                   |                             |        |      |
| Partit/Ideologia               | Partit/Ideologia  | Candidat                    | Vots   | %    |
|                                | Conservador       | Manuel Vivanco Menchaca     | 4.455  | 61,1 |
|                                | Republicà         | Manuel Soldevila i Carreras | 2.790  | 38,3 |
|                                | Altres            | Altres                      | 6      | 0,1  |
| Vots en blanc                  | Vots en blanc     | Vots en blanc               | 40     | 0,5  |
| Total                          | Total             | Total                       | 7.291  | 100  |
| Cens/participació              | Cens/participació | Cens/participació           | 11.534 | 63,2 |

| Eleccions generals del 19/05/1901 |                         |                          |        |      |
| Partit/Ideologia                  | Partit/Ideologia        | Candidat                 | Vots   | %    |
|                                   | Liberal                 | Cipriano Garijo y Aljama | 3.488  | 53,5 |
|                                   | Comunió Tradicionalista | Enrique Ortiz de Zarate  | 1.721  | 26,4 |
|                                   | Republicà               | Manuel Pereña i Puente   | 1.304  | 20,0 |
|                                   | Altres                  | Altres                   | 2      | 0,0  |
| Total                             | Total                   | Total                    | 6.515  | 100  |
| Cens/participació                 | Cens/participació       | Cens/participació        | 11.486 | 56,7 |

### Dècada de 1890
| Eleccions generals del 16/04/1899 |                   |                                   |        |      |
| Partit/Ideologia                  | Partit/Ideologia  | Candidat                          | Vots   | %    |
|                                   | Conservador       | Ramon Maria de Dalmau i d'Olivart | 2.671  | 41,7 |
|                                   | Altres            | Altres                            | 3.741  | 58,3 |
| Total                             | Total             | Total                             | 6.412  | 100  |
| Cens/participació                 | Cens/participació | Cens/participació                 | 11.073 | 57,9 |

| Eleccions generals del 27/03/1898 |                   |                          |        |      |
| Partit/Ideologia                  | Partit/Ideologia  | Candidat                 | Vots   | %    |
|                                   | Liberal           | Cipriano Garijo y Aljama | 3.871  | 58,8 |
|                                   | Altres            | Altres                   | 2.716  | 41,2 |
| Total                             | Total             | Total                    | 6.587  | 100  |
| Cens/participació                 | Cens/participació | Cens/participació        | 11.104 | 59,3 |

| Eleccions generals del 12/04/1896 |                   |                                   |        |      |
| Partit/Ideologia                  | Partit/Ideologia  | Candidat                          | Vots   | %    |
|                                   | Conservador       | Ramon Maria de Dalmau i d'Olivart | 6.852  | 99,5 |
|                                   | Altres            | Altres                            | 32     | 0,5  |
| Total                             | Total             | Total                             | 6.884  | 100  |
| Cens/participació                 | Cens/participació | Cens/participació                 | 10.949 | 62,9 |

| Eleccions generals del 05/03/1893 |                   |                           |        |      |
| Partit/Ideologia                  | Partit/Ideologia  | Candidat                  | Vots   | %    |
|                                   | Republicà         | Adolfo Calzado y Sanjurjo | 2.599  | 52,2 |
|                                   | Altres            | Altres                    | 2.378  | 47,8 |
| Total                             | Total             | Total                     | 4.977  | 100  |
| Cens/participació                 | Cens/participació | Cens/participació         | 10.715 | 46,4 |

| Eleccions generals del 01/02/1891 |                  |                         |       |
| Partit/Ideologia                  | Partit/Ideologia | Candidat                | Vots  |
|                                   | Conservador      | Jenaro Vivanco Menchaca | 4.134 |

### Dècada de 1880
| Eleccions generals del 04/04/1886 |                  |                           |       |      |
| Partit/Ideologia                  | Partit/Ideologia | Candidat                  | Vots  | %    |
|                                   | Republicà        | Adolfo Calzado y Sanjurjo | 609   | 46,9 |
|                                   | Altres           | Altres                    | 690   | 53,1 |
| Total                             | Total            | Total                     | 1.299 | 100  |

| Eleccions generals del 27/04/1884 |                  |                         |       |      |
| Partit/Ideologia                  | Partit/Ideologia | Candidat                | Vots  | %    |
|                                   | Conservador      | Jenaro Vivanco Menchaca | 1.218 | 78,8 |
|                                   | Altres           | Altres                  | 327   | 21,2 |
| Total                             | Total            | Total                   | 1.545 | 100  |

| Eleccions generals del 20/08/1881 |                  |                       |       |      |
| Partit/Ideologia                  | Partit/Ideologia | Candidat              | Vots  | %    |
|                                   | Liberal          | Jaume Nuet i Minguell | 1.170 | 72,7 |
|                                   | Altres           | Altres                | 440   | 27,3 |
| Total                             | Total            | Total                 | 1.610 | 100  |

| Elecció parcial del 06/02/1881 |                  |                      |       |       |
| Partit/Ideologia               | Partit/Ideologia | Candidat             | Vots  | %     |
|                                | Liberal          | José Canalejas Casas | 1.101 | 100,0 |
| Total                          | Total            | Total                | 1.101 | 100   |

### Dècada de 1870
| Eleccions generals del 20/04/1879 |                  |                         |       |      |
| Partit/Ideologia                  | Partit/Ideologia | Candidat                | Vots  | %    |
|                                   | Conservador      | Manuel Vivanco Menchaca | 983   | 83,1 |
|                                   | Altres           | Altres                  | 200   | 16,9 |
| Total                             | Total            | Total                   | 1.183 | 100  |

| Eleccions generals del 20/01/1876 |                   |                          |       |      |
| Partit/Ideologia                  | Partit/Ideologia  | Candidat                 | Vots  | %    |
|                                   | Conservador       | Enrique Vivanco Menchaca | 6.371 | 99,9 |
|                                   | Altres            | Altres                   | 7     | 0,1  |
| Total                             | Total             | Total                    | 6.378 | 100  |
| Cens/participació                 | Cens/participació | Cens/participació        | 7.789 | 81,9 |

| Eleccions generals del 10/05/1873 |                  |                      |       |      |
| Partit/Ideologia                  | Partit/Ideologia | Candidat             | Vots  | %    |
|                                   | Sense dades      | Antoni Mola i Argemí | 1.909 | 52,6 |
|                                   | Altres           | Altres               | 1.718 | 47,4 |
| Total                             | Total            | Total                | 3.627 | 100  |

| Eleccions generals del 24/08/1872 |                  |                      |       |       |
| Partit/Ideologia                  | Partit/Ideologia | Candidat             | Vots  | %     |
|                                   | Sense dades      | Antoni Mola i Argemí | 3.221 | 100,0 |
| Total                             | Total            | Total                | 3.221 | 100   |

| Eleccions generals del 03/04/1872 |                  |                      |       |      |
| Partit/Ideologia                  | Partit/Ideologia | Candidat             | Vots  | %    |
|                                   | Sense dades      | Josep Teixidó i Jové | 2.476 | 54,8 |
|                                   | Altres           | Altres               | 2.043 | 45,2 |
| Total                             | Total            | Total                | 4.519 | 100  |

| Elecció parcial del 11/12/1871 |                  |                      |       |      |
| Partit/Ideologia               | Partit/Ideologia | Candidat             | Vots  | %    |
|                                | Sense dades      | Josep Teixidó i Jové | 1.223 | 70,0 |
|                                | Altres           | Altres               | 525   | 30,0 |
| Total                          | Total            | Total                | 1.748 | 100  |

| Eleccions generals del 08/03/1871 |                  |                      |       |      |
| Partit/Ideologia                  | Partit/Ideologia | Candidat             | Vots  | %    |
|                                   | Sense dades      | Federico Gomiz Merta | 2.704 | 41,9 |
|                                   | Altres           | Altres               | 3.750 | 58,1 |
| Total                             | Total            | Total                | 6.454 | 100  |